# Soluntum

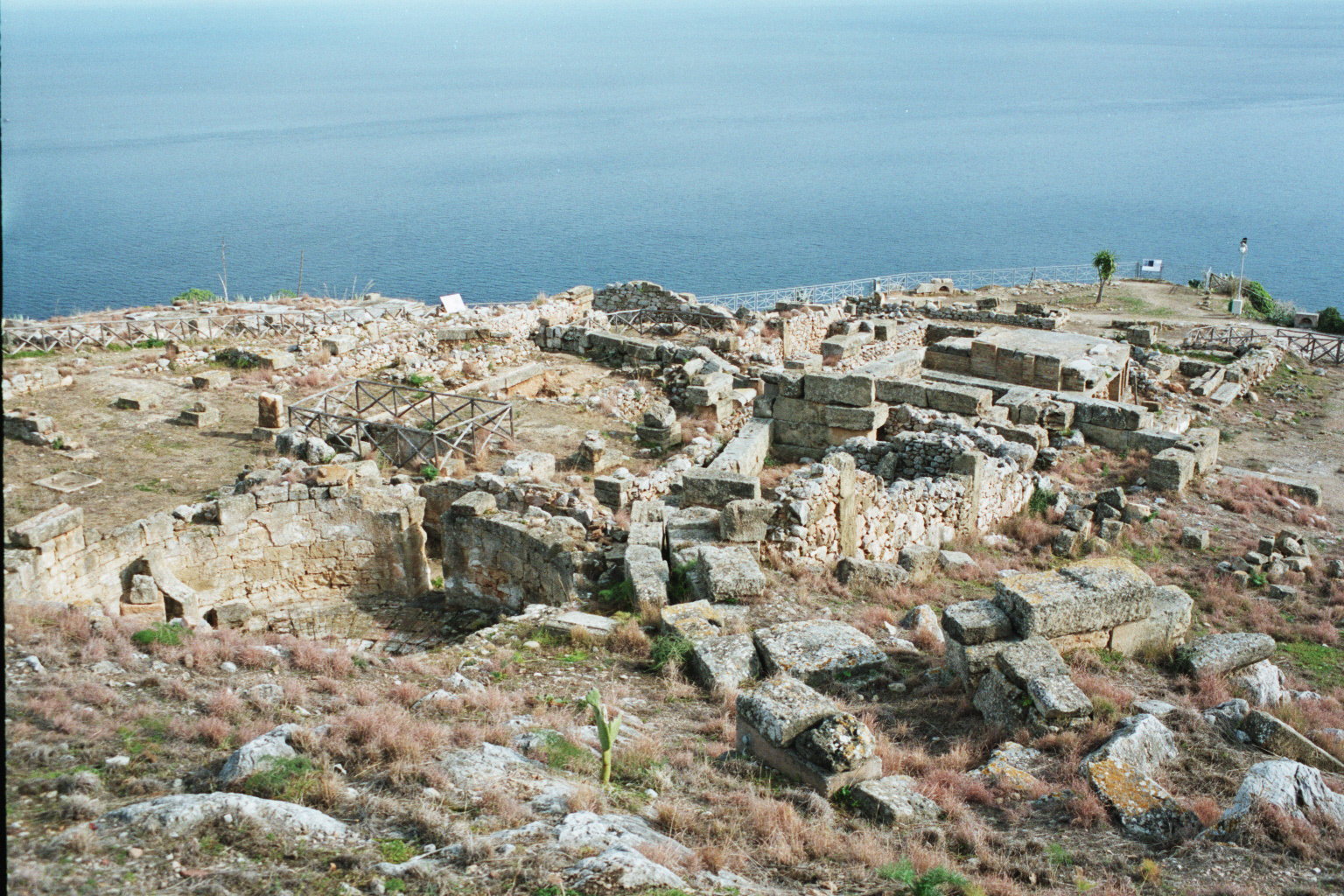
Fragment ruin Soluntu

Solus (gr. Σολοῦς Solus), Solunt (łac. Soluntum) – starożytne miasto na północnym wybrzeżu Sycylii; obecnie Solunto.
Kolonia założona przez Fenicjan, do zakończenia pierwszej wojny punickiej pozostająca we władaniu Kartagińczyków. Pod panowaniem rzymskim miastu nadano status municypium.
Wspomniane przez Tukidydesa (Wojna peloponeska VI 2,6), obok Motji i Panormos należało do twierdz na północnym zachodzie Sycylii, dokąd wycofali się Fenicjanie przed naporem postępującej kolonizacji greckiej. Jego późniejszą, grecką nazwę wywodzono od uśmierconego przez Heraklesa eponimicznego herosa Solusa. Opanowane ze zniszczeniami w 396 p.n.e. po najeździe syrakuzańskiego tyrana Dionizjosa. W 307 p.n.e. Kartagińczycy osiedlili tam żołnierzy tyrana Agatoklesa; w 254 p.n.e. Solus przyłączyło się do państwa Rzymian, po których zachowały się znaczne pozostałości miasta wzniesionego na ruinach kolonii fenickiej.